# Princeton (Illinois)
Princeton – miasto w północnej części stanu Illinois w Stanach Zjednoczonych, około 185 km na południowy zachód od centrum Chicago. Ośrodek administracyjny hrabstwa Bureau.

## Demografia
Podczas spisu powszechnego w 2000 liczyło 7501 mieszkańców, a jego szacunkowa ludność w 2008 wynosiła 7496 osób. W 2023 liczba mieszkańców wzrosła do 7700 osób, a gęstość zaludnienia do 63,8 osoby/km².

## Gospodarka
W mieście dominuje przemysł tekstylny.

## Historia
Pierwsze osiedla białej ludności na jego terenie zaczęły powstawać w latach 30. XIX, prawa miejskie miejscowość uzyskała w 1884 roku.

## Transport
W mieście znajduje się stacja kolejowa obsługiwana przez Amtrak, gdzie zatrzymują się pociągi czterech linii tego przewoźnika. Przez miasto przechodzą drogi krajowe nr 6 i 34 oraz droga stanowa nr 26. W pobliżu biegnie też trasa Interstate 80.